# Cemitério da Lapa
Cemitério da Lapa em 2020
O Cemitério da Lapa, conhecido popularmente como Cemitério da Goiabeira, pelo fato de ser construído onde havia uma pomar destas árvores, é uma necrópole localizada no distrito de Vila Leopoldina, na cidade de São Paulo, no Brasil.
Fundado em 1 de janeiro de 1918 para suprir a necessidade de covas aos mortos pela epidemia da gripe espanhola, que matou cerca de 14 mil pessoas apenas na capital paulista, entre o início de setembro e o final de outubro daquele ano.

## Sepultados Ilustres
- Tião Carreiro, cantor e violeiro, famoso pela dupla com Pardinho